# 立花成家
立花成家（永祿9年（1566年）一說為永祿4年（1561年）－元和6年6月27日（1620年7月）），日本戰國時代、江戶時代初期之筑前国糟屋郡的國人，為薦野增時之子。幼名彌助，通稱吉左（右）衛門，一名成宗，法名日玄。在擔任立花氏的中老後，因功由薦野改姓立花。

## 生平

### 家族背景
立花成家的先祖以繼體天皇的御宇左大臣家憲為起始，受賜丹治姓，後裔則略稱丹姓。其5代孫宮內卿家義繼續擔任御宇左大臣，受嵯峨天皇賜與大和國涉田領地。其孫丹治武延受陽成天皇指派前往關東武藏國加治鄉，成為所謂「武藏七黨」之一，被世間稱為「丹黨」。其子丹治式部少輔峯延又移動到九州筑前國粕屋郡薦野邑（現福岡縣古賀市），築起臼嶽城（薦野城），因而稱名薦野氏，與鄰近的米多比氏同宗為丹姓後裔。根據薦野氏的系圖「丹墀姓薦野氏系」所載，祖先是宣化天皇的末裔多治比王：「初賜多治比姓，以名為姓也，丹治、丹比各同」。延長三年（925年）前，峯延「移居筑前國粕屋郡薦野邑，築城於臼嶽，又構築小松岡」，與薦野氏相關的清瀧寺則記載其為「西丹之祖」，武延則為「東丹之祖」（領武藏國熊谷，故後來稱熊谷氏）。
至日本戰國時期，立花成家的祖父薦野鎮房從屬大友家，並成為筑前的立花山城城主立花鑑載、白岳城城主怒留湯直方的与力眾，多次立下戰功，領有數枚戰功感狀。永祿11年（1568年）2月，立花山城主立花鑑載受到毛利元就策反，再次反叛大友家，薦野鎮房此時為貫徹對大友家的忠義，不支持鑑載的行動，在同年3月11日遭其設宴誘騙殺害（亦有觀點從大友義鎮（宗麟）的書狀推測其可能在鑑載反叛前就已死去或隱居），於是立花成家之父立花增時繼承大友家筑前與力眾代表人物的位置。隨後，立花增時與同族的米多比鎮久率三百兵力一同抵抗立花鑑載轄下安武民部、藤木和泉守八百兵力之攻勢，並南下至御笠郡與前來討伐的大友軍將領臼杵鑑速合流。
立花氏因立花鑑載的自刃而沒落，而原本預定為立花山城城督的吉弘鑑理於元龜元年（1570年）6月病故，代替其成為城代的鑑理之子吉弘鎮信也因為身為大友宗麟的側近重臣而被招回豐後，因此大友宗麟指派戶次鑑連（立花道雪）轉封至立花山城，於元龜2年（1571年）5月形式上繼承立花氏，並且令其受任筑前守護代，而增時與同族的米多比鎮久則同為大友家的與力陪臣、輔佐道雪。

### 早期經歷
天正7年（1579年）9月下旬，於攻略原田隆種的高祖山城之第四次生松原之戰中，立花成家初次上陣，與父親薦野增時、叔父丹親次（薦野勘解由鎮方，為增時之弟）以及小野鎮幸、由布惟信發動夾攻之下，殲滅原田林慶的兵力，並於高祖山山腰處的妙立寺擊破原田種守所率的一千五百騎兵部隊，使得種守以下數十騎戰死。立花道雪軍在攻破高祖山城三之丸、二之丸後，遂放火燒城，返回生松原執行首實驗後，回軍立花山城。
天正9年（1581年）11月12日，立花成家隨父親薦野增時以及立花家臣由布惟信、小野鎮幸等人參與救援鷹取城的運糧部隊，於隔日歸途中，筑前宗教豪族宗像氏貞的家臣因為秋月家的拉攏，以及早先不滿部分領地成為氏貞之妹色姬的嫁妝給予道雪而反叛大友家，因而半路襲擊此運糧部隊；在立花方的由布、小野隊渡河察覺異變之際，成家隨父由左面移動牽制敵人並將其打散，後宗像的家臣又聯合秋月家的家臣再一次合擊休息中的立花軍，此時成家擔任左備隨父親共三百人作為先鋒部隊迎擊，替立花後備製造勝機，最終擊退敵軍，該戰役被稱為「小金原之戰」（立花家稱「清水原之戰」）。
後於天正10年（1582年）4月16日，立花成家參與以驅逐秋月、原田、宗像聯軍侵攻為主的第一次「岩戶合戰」，依少主立花統虎（即立花宗茂）的指示，在面對發動奇襲的秋月軍時，他和父親增時同率一千人的鐵砲隊襲射敵軍，後和增時率領一千兵力率先擊退原田家臣笠興長並討殺一百五十餘人。
天正12年（1584年）8月18日，立花成家隨立花道雪會合高橋紹運出陣筑後，作為大友家的援軍進攻黑木實久（黑木家永）統領的貓尾城；部隊在途中越過秋月家領地時，他和由布惟信作為殿軍以防範秋月家士兵的攻擊。之後，由於道雪和紹運遭受敵軍攻擊，成家等人以伏兵夾擊敵方，此時他因投入作戰而負傷，討殺敵軍數十人。至天正14年（1586年）8月，立花成家參加「立花山城籠城」、「高鳥居城攻略戰」時，皆於最前線投入作戰。

### 朝鮮征伐
之後，立花宗茂領受筑後柳川的領地成為大名時，成家與父親增時因累年的忠功，增時領受城島城為城主，成家則獲得擔任城島城支城海津城的城番任務。
文祿元年（1592年），立花成家參加豐臣秀吉發動的朝鮮征伐，於「文祿之役」中與立花家老米多比鎮久共同率領立花軍的一號隊出戰，隨主君立花宗茂於京城西北驅逐敵軍，和由布惟次一同率分隊討取三百人。於「碧蹄館之戰」中，成家則率立花軍的金甲鐵砲隊二百人發起三次齊射砲擊，藉由射擊使明軍右翼混亂後進行突擊，他在作戰中左膝遭到砍傷，據傳往後因此拐腳；由於成家立下的戰功，立花宗茂將自己使用的金箔軍扇賞賜給他。「慶長之役」中，立花成家又在援救蔚山的行動中，再度率金甲隊伏擊明軍而立功。

### 關原之戰
慶長5年(1600年)「關原之戰」時期，9月13日，立花成家在「大津城攻略戰」作為先鋒破城時身受二處戰傷仍立下殊功，令立花軍得以突入城內，而成家也因功受賞，從立花宗茂處獲得由筑紫廣門贈給宗茂的名馬「筑紫月毛」以及「如意之甲」。
後於「江上八院之戰」中，10月19日，立花成家對戰鍋島軍。成家原於海津城附近巡邏，鍋島軍想趁隙攻下海津城和城島城，成家急忙率軍趕回，率鐵砲隊以少數兵力面對鍋島家的三千兵力，擊殺27人後即撤退。10月20日江上八院之戰開戰前夕，立花成家率三百兵力前往柳川西北邊的水田口，監視黑田軍動向；開戰後，成家接到自家部隊陷入苦戰的消息，便改變任務轉而率軍向開戰地八院前進，以弓矢鐵砲奇襲鍋島軍左翼，而鍋島軍的左翼遭受成家的攻擊陷入混亂，成家又率二百兵力和立花軍總大將小野鎮幸以橫合之勢將衝散鍋島軍的軍陣，期間他拔刀斬敵五十餘人。
立花與鍋島兩軍因作戰時間過久而疲憊不堪，已成互相撤退之勢，成家在讓立花軍的小野本隊成功撤退後持續追擊鍋島軍；他在之後率軍撤退時，臉頰被鍋島軍射來的一發鐵砲擦傷而落馬，其身旁的部下安部惣右衛門及時將成家拉開躲避，而得以撤退。戰後因其機靈的戰場判斷與迅速的援助，被宗茂讚賞戰功隨一。

### 改仕時期
由於立花家在關原之戰後被改易，他因父親薦野增時接受黑田如水（即黑田孝高）的好意，而跟著轉仕黑田家回歸筑前舊地，並領受4千石俸祿。元和6年（1620年）6月，他與兒子立花正重（雅樂助）參加大坂城普請修復作業，父子一同染病並於當月27日逝世，享年54歲。

## 逸聞
- 立花成家身為立花道雪愛將薦野增時之子，替立花家立下功勞，當父親增時於九州征伐因功獲賜立花姓的同時，一併改姓立花，也在立花宗茂名為「正成」之時領受「成」字，改名「成家」，並迎娶高橋紹運之女・甲斐為妻，成為宗茂義理上的義兄弟[56]。（立花宗茂原為高橋紹運之子，後入贅與立花道雪為婿。）

- 當立花道雪於筑後遠征期間病逝於軍陣之際，其心腹大將由布惟信、小野鎮幸等人原本想殉死，成家與同僚由布惟時、原尻鎮清，以及做為少主宗茂的使者、剛抵達軍陣的十時連貞於此時提出應盡力輔佐少主立花宗茂，才是報答道雪的忠義之道，說服惟信等人放棄尋死念頭。

- 江上八院之戰戰後，立花宗茂從小野鎮幸口中聽聞立花成家當時的判斷和活躍，認為成家在此戰中的表現解救立花家的危難，他因而獲賜戰功隨一的感狀，也因此被認為是立花家武士中的佼佼者[52]。